# Liste der Staatsoberhäupter von Barbados

Wappen von Barbados

Dies ist eine Liste der Staatsoberhäupter von Barbados. 
Barbados war von der Unabhängigkeit am 30. November 1966 bis zum 30. November 2021 ein Commonwealth Realm, seitdem ist es eine parlamentarische Republik.

## Commonwealth Realm Barbados
| Name                                            | Bild | Lebensdaten | Amtszeit                              | Amtsbezeichnung | Königliche Standarte von Barbados |
| ----------------------------------------------- | ---- | ----------- | ------------------------------------- | --- | --------------------------------- |
| Königin Elisabeth II., die Königin von Barbados |      | (1926–2022) | 30. November 1966 – 30. November 2021 | Elizabeth the Second, by the Grace of God, Queen of Barbados and of Her other Realms and Territories, Head of the Commonwealth (Elisabeth die Zweite, durch die Gnade Gottes, Königin von Barbados und ihrer anderen Königreichen und Gebiete, Oberhaupt des Commonwealth) | Königliche Standarte von Barbados |

Die Königin wurde von Generalgouverneuren vertreten.

## Republik Barbados

Flagge des Präsidenten von Barbados

| Name         | Bild | Lebensdaten | Amtszeit               | Amtsbezeichnung                                                                          |
| ------------ | ---- | ----------- | ---------------------- | ---------------------------------------------------------------------------------------- |
| Sandra Mason |      | (* 1949)    | seit 30. November 2021 | Präsidentin (President of Barbados, manchmal auch President of the Republic of Barbados) |